# Quirze Estop i Puig
Quirze Estop i Puig (Sabadell, Vallès Occidental, 1906 - Barcelona, Barcelonès, 1990) fou un sacerdot i bibliotecari català.
Es va formar com a sacerdot al Seminari Conciliar de Barcelona així com a la Pontificia Università Gregoriana de Roma, on també va obtenir del doctorat en Teologia. Va ser justament allà on el març de 1936 va ser ordenat sacerdot. Pel que fa a la seva formació bibliotecària, es va diplomar a la Biblioteca Apostolica Vaticana. Fou capellà a diferents comunitats religioses, com ara a les Carmelites de la Caritat (1939) i a les Benetes de Sarrià (1941).
Destacà en la seva vessant docent, que inicià l'any 1939 quan va ser nomentat professor del Seminari de Barcelona, on hi ensenyà lògica i metafísica. A més, durant vint-i-cinc anys fou professor de religió a l'Escola Professional per a la Dona de la Diputació de Barcelona. A més, entre el 1945 i el 1948 ensenyà també religió a la llavors anomenada Escuela de Bibliotecarias.
Entre d'altres, en l'àmbit eclesiàstic va ocupar els següents càrrecs: fou rector del Seminari Conciliar de Barcelona (1963-1964) i del Seminari Major Diocesà (1963); va ser també director de la Biblioteca Pública Episcopal de Barcelona entre 1957-1963. Exercí també com a director del Convictori de Sant Josep Oriol el 1964. A partir de l'any 1968 fou també rector de la Residència Sacerdotal Sant Josep Oriol (de la qual, des del 1984 i fins a la seva mort, fou també rector emèrit).

## Obres
- Historia de la Iglesia: 9 lecciones (1942)  Arxivat 2020-01-16 a Wayback Machine.
- Memorial de la Coronació de la Mare de Déu de la Salut (Sabadell: Joan Sallent, 1948)  Arxivat 2020-01-16 a Wayback Machine.
- El monòlit de la Salut (1949). Inclòs posteriorment a: Antologia. Sabadell: Biblioteca Sabadell, 1956, p. 57-59 [Enllaç no actiu]
- L'esperit del Dr. Carreras (1956) [Enllaç no actiu]
- Via Crucis (Núria, 1963)  Arxivat 2020-01-16 a Wayback Machine.
- La Roser Pujades (1977)